# Selección femenina de fútbol de Australia
La selección femenina de fútbol de Australia (en inglés: Australia women's national soccer team) es la selección de fútbol femenino para futbolistas de nacionalidad australiana. Es gobernada por Football Australia, que pertenece a la AFC. Son apodadas como las Matildas.
Tiene 3 títulos del Campeonato Femenino de la OFC, un título de la Copa Asiática Femenina de la AFC, un Campeonato Femenino de la AFF, entre otros.

## Historia
La Asociación Australiana de Fútbol Femenino (AWSA) se fundó en 1974 y una selección australiana representativa compitió en el Campeonato Asiático Femenino del año siguiente. Este equipo fue reconocido oficialmente en 2022, y las 16 jugadoras que lo componían fueron oficialmente internacionalizadas. Pat O'Connor capitaneó este equipo con su marido Joe como entrenador. Terminaron terceras en el torneo, que ahora se reconoce como la primera Copa Asiática. Un equipo nacional formado principalmente por jugadoras de Nueva Gales del Sur y Australia Occidental fue enviado al Torneo de Invitación Femenino Mundial inaugural de 1978, celebrado en Taipei (Taiwán). Australia jugó contra equipos de clubes en el torneo y ninguna de las apariciones de las jugadoras contó como partidos oficiales. Entrenadas por Jim Selby, las jugadoras seleccionadas fueron: Sandra Brentnall, Julie Dolan (capitana), Julie Clayton, Kim Coates, Julie Dolan, Cindy Heydon, Barbara Kozak, Sharon Loveless, Toni McMahon, Sue Monteath, Sharon Pearson, Judy Pettitt, Anna Senjuschenko, Teresa Varadi, Leigh Wardell y Monika Werner.
Australia disputó el primer Campeonato de la OFC en 1983, en Nueva Caledonia, y perdió la final contra Nueva Zelanda en la prórroga. Fue la primera vez que los australianos se enfrentaron a un equipo que no fueran los Football Ferns de Nueva Zelanda. No se volvería a formar un equipo hasta la siguiente edición del torneo, en 1986, en Nueva Zelanda, en la que participaron Australia, Nueva Zelanda y Taiwán, además del equipo B de Nueva Zelanda. Australia volvió a perder en la final, derrotada por Taiwán (4-1).
A finales de los 80, Australia se enfrentó por primera vez a las selecciones estadounidense y europea en el Torneo Femenino por Invitación Mundial de 1987, celebrado en Taiwán, y en el Torneo Femenino por Invitación de la FIFA de 1988, celebrado en China. En este último torneo, las jugadoras tuvieron que coser ellas mismas los escudos australianos en los chándales del equipo. En la Copa de Oceanía 1989, celebrada en Brisbane, las australianas terminaron terceras (equipo A) y cuartas (equipo B). El Campeonato de la OFC de 1991 se duplicó como fase de clasificación para la Copa Mundial Femenina de Fútbol de 1991, y el ganador se determinó por los mejores resultados de un grupo. Australia terminó empatada a puntos con Nueva Zelanda, pero había marcado menos goles, por lo que Nueva Zelanda avanzó a la Copa Mundial como representante de la OFC. A partir de esta primera experiencia clasificatoria, Australia ha logrado clasificarse a todos los Mundiales posteriores.
En 2006, Australia pasó de la Confederación de Fútbol de Oceanía a la Confederación Asiática de Fútbol, y ese mismo año se le concedieron los derechos de organización de la Copa Asiática Femenina de la AFC de 2006. El partido inaugural de las Matildas fue contra Corea del Sur.

## Estadísticas

### Copa Mundial Femenina de Fútbol
| Copa Mundial Femenina de Fútbol | Copa Mundial Femenina de Fútbol | Copa Mundial Femenina de Fútbol | Copa Mundial Femenina de Fútbol | Copa Mundial Femenina de Fútbol | Copa Mundial Femenina de Fútbol | Copa Mundial Femenina de Fútbol | Copa Mundial Femenina de Fútbol | Copa Mundial Femenina de Fútbol |
| Año                             | Resultado                       | Posición                        | PJ                              | G                               | E                               | P                               | GF                              | GC                              |
| ------------------------------- | ------------------------------- | ------------------------------- | ------------------------------- | ------------------------------- | ------------------------------- | ------------------------------- | ------------------------------- | ------------------------------- |
| 1991                            | No clasificó                    | No clasificó                    | No clasificó                    | No clasificó                    | No clasificó                    | No clasificó                    | No clasificó                    | No clasificó                    |
| 1995                            | Fase de grupos                  | 12.º                            | 3                               | 0                               | 0                               | 3                               | 3                               | 13                              |
| 1999                            | Fase de grupos                  | 11.º                            | 3                               | 0                               | 1                               | 2                               | 3                               | 7                               |
| 2003                            | Fase de grupos                  | 13.º                            | 3                               | 0                               | 1                               | 2                               | 3                               | 5                               |
| 2007                            | Cuartos de final                | 6.º                             | 4                               | 1                               | 2                               | 1                               | 9                               | 7                               |
| 2011                            | Cuartos de final                | 8.º                             | 4                               | 2                               | 0                               | 2                               | 6                               | 7                               |
| 2015                            | Cuartos de final                | 7.º                             | 5                               | 2                               | 1                               | 2                               | 5                               | 5                               |
| 2019                            | Octavos de final                | 9.º                             | 4                               | 2                               | 1                               | 1                               | 9                               | 6                               |
| / 2023                          | Cuarto Lugar                    | 4.º                             | 7                               | 3                               | 1                               | 3                               | 10                              | 8                               |
| Total                           | 8/9                             |                                 | 33                              | 10                              | 7                               | 16                              | 48                              | 58                              |

### Fútbol en los Juegos Olímpicos
| Fútbol en los Juegos Olímpicos | Fútbol en los Juegos Olímpicos | Fútbol en los Juegos Olímpicos | Fútbol en los Juegos Olímpicos | Fútbol en los Juegos Olímpicos | Fútbol en los Juegos Olímpicos | Fútbol en los Juegos Olímpicos | Fútbol en los Juegos Olímpicos | Fútbol en los Juegos Olímpicos |
| Año                            | Resultado                      | Posición                       | PJ                             | G                              | E                              | P                              | GF                             | GC                             |
| ------------------------------ | ------------------------------ | ------------------------------ | ------------------------------ | ------------------------------ | ------------------------------ | ------------------------------ | ------------------------------ | ------------------------------ |
| 1996                           | No clasificó                   | No clasificó                   | No clasificó                   | No clasificó                   | No clasificó                   | No clasificó                   | No clasificó                   | No clasificó                   |
| 2000                           | Fase de grupos                 | 7.º                            | 3                              | 0                              | 1                              | 2                              | 2                              | 6                              |
| 2004                           | Cuartos de final               | 5.º                            | 4                              | 1                              | 1                              | 2                              | 3                              | 4                              |
| 2008                           | No clasificó                   | No clasificó                   | No clasificó                   | No clasificó                   | No clasificó                   | No clasificó                   | No clasificó                   | No clasificó                   |
| 2012                           | No clasificó                   | No clasificó                   | No clasificó                   | No clasificó                   | No clasificó                   | No clasificó                   | No clasificó                   | No clasificó                   |
| 2016                           | Cuartos de final               | 7.º                            | 4                              | 1                              | 2                              | 1                              | 8                              | 5                              |
| 2020                           | Semifinales                    | 4.º                            | 6                              | 2                              | 1                              | 3                              | 11                             | 13                             |
| 2024                           | Fase de grupos                 | 9.º                            | 3                              | 1                              | 0                              | 2                              | 7                              | 10                             |
| 2028                           | Por disputarse                 | Por disputarse                 | Por disputarse                 | Por disputarse                 | Por disputarse                 | Por disputarse                 | Por disputarse                 | Por disputarse                 |
| 2032                           | Clasificado                    | Clasificado                    | Clasificado                    | Clasificado                    | Clasificado                    | Clasificado                    | Clasificado                    | Clasificado                    |
| Total                          | 5/10                           |                                | 20                             | 5                              | 5                              | 10                             | 31                             | 38                             |

### Campeonato Femenino de la OFC
| Campeonato Femenino de la OFC | Campeonato Femenino de la OFC | Campeonato Femenino de la OFC | Campeonato Femenino de la OFC | Campeonato Femenino de la OFC | Campeonato Femenino de la OFC | Campeonato Femenino de la OFC | Campeonato Femenino de la OFC | Campeonato Femenino de la OFC |
| Año                           | Resultado                     | Posición                      | PJ                            | G                             | E                             | P                             | GF                            | GC                            |
| ----------------------------- | ----------------------------- | ----------------------------- | ----------------------------- | ----------------------------- | ----------------------------- | ----------------------------- | ----------------------------- | ----------------------------- |
| 1983                          | Finalista                     | 2.º                           | 4                             | 2                             | 1                             | 1                             | 20                            | 3                             |
| 1986                          | Finalista                     | 2.º                           | 4                             | 2                             | 0                             | 2                             | 4                             | 6                             |
| 1989                          | Tercer lugar                  | 3.º                           | 4                             | 1                             | 1                             | 2                             | 7                             | 6                             |
| 1991                          | Finalista                     | 2.º                           | 4                             | 3                             | 0                             | 1                             | 21                            | 1                             |
| 1994                          | Campeón                       | 1.º                           | 4                             | 3                             | 0                             | 1                             | 13                            | 2                             |
| 1998                          | Campeón                       | 1.º                           | 4                             | 4                             | 0                             | 0                             | 49                            | 1                             |
| 2003                          | Campeón                       | 1.º                           | 4                             | 4                             | 0                             | 0                             | 45                            | 0                             |
| Total                         | 7/7                           | 3 títulos                     | 28                            | 19                            | 2                             | 7                             | 159                           | 19                            |

### Copa Asiática Femenina de la AFC
| Copa Asiática Femenina de la AFC | Copa Asiática Femenina de la AFC | Copa Asiática Femenina de la AFC | Copa Asiática Femenina de la AFC | Copa Asiática Femenina de la AFC | Copa Asiática Femenina de la AFC | Copa Asiática Femenina de la AFC | Copa Asiática Femenina de la AFC | Copa Asiática Femenina de la AFC |
| Año                              | Resultado                        | Posición                         | PJ                               | G                                | E                                | P                                | GF                               | GC                               |
| -------------------------------- | -------------------------------- | -------------------------------- | -------------------------------- | -------------------------------- | -------------------------------- | -------------------------------- | -------------------------------- | -------------------------------- |
| 2006                             | Finalista                        | 2.º                              | 6                                | 4                                | 2                                | 0                                | 15                               | 2                                |
| 2008                             | Cuarto lugar                     | 4.º                              | 5                                | 2                                | 0                                | 3                                | 7                                | 9                                |
| 2010                             | Campeón                          | 1.º                              | 5                                | 4                                | 0                                | 1                                | 7                                | 3                                |
| 2014                             | Finalista                        | 2.º                              | 5                                | 3                                | 1                                | 1                                | 9                                | 5                                |
| 2018                             | Finalista                        | 2.º                              | 5                                | 1                                | 3                                | 1                                | 11                               | 4                                |
| 2022                             | Cuartos de final                 | 5.º                              | 4                                | 3                                | 0                                | 1                                | 24                               | 2                                |
| 2026                             | Por disputarse                   | Por disputarse                   | Por disputarse                   | Por disputarse                   | Por disputarse                   | Por disputarse                   | Por disputarse                   | Por disputarse                   |
| Total                            | 6/6                              | 1 título                         | 34                               | 19                               | 6                                | 9                                | 85                               | 31                               |

- Un representante de Australia participó en el Campeonato Femenino de la AFC de 1975 sin embargo, estos juegos no están reconocidos como partidos internacionales oficiales de Australia. Los participantes fueron el «Equipo Estatal de Nueva Gales del Sur», que los organizadores habían etiquetado como Australia.

- El Campeonato Femenino de la AFC de 1979 tenía un equipo que representó a Australia Occidental, pero no a la selección nacional de Australia.

### Campeonato Femenino de la AFF
| Campeonato Femenino de la AFF | Campeonato Femenino de la AFF              | Campeonato Femenino de la AFF              | Campeonato Femenino de la AFF              | Campeonato Femenino de la AFF              | Campeonato Femenino de la AFF              | Campeonato Femenino de la AFF              | Campeonato Femenino de la AFF              | Campeonato Femenino de la AFF              |
| Año                           | Resultado                                  | Posición                                   | PJ                                         | G                                          | E                                          | P                                          | GF                                         | GC                                         |
| ----------------------------- | ------------------------------------------ | ------------------------------------------ | ------------------------------------------ | ------------------------------------------ | ------------------------------------------ | ------------------------------------------ | ------------------------------------------ | ------------------------------------------ |
| 2004                          | No participó                               | No participó                               | No participó                               | No participó                               | No participó                               | No participó                               | No participó                               | No participó                               |
| 2006                          | No participó                               | No participó                               | No participó                               | No participó                               | No participó                               | No participó                               | No participó                               | No participó                               |
| 2007                          | No participó                               | No participó                               | No participó                               | No participó                               | No participó                               | No participó                               | No participó                               | No participó                               |
| 2008                          | Campeón                                    | 1.º                                        | 5                                          | 5                                          | 0                                          | 0                                          | 21                                         | 1                                          |
| 2011                          | No participó                               | No participó                               | No participó                               | No participó                               | No participó                               | No participó                               | No participó                               | No participó                               |
| 2012                          | No participó                               | No participó                               | No participó                               | No participó                               | No participó                               | No participó                               | No participó                               | No participó                               |
| 2013–presente                 | Participa la selección sub-20 de Australia | Participa la selección sub-20 de Australia | Participa la selección sub-20 de Australia | Participa la selección sub-20 de Australia | Participa la selección sub-20 de Australia | Participa la selección sub-20 de Australia | Participa la selección sub-20 de Australia | Participa la selección sub-20 de Australia |
| Total                         | 1/6                                        | 1 título                                   | 5                                          | 5                                          | 0                                          | 0                                          | 21                                         | 1                                          |

## Últimos partidos y próximos encuentros
Actualizado al último partido jugado el 26 de febrero de 2025
| Fecha      | Ciudad    | Local          | Resultado | Visitante     | Competición          |
| ---------- | --------- | -------------- | --------- | ------------- | -------------------- |
| 07-12-2024 | Geelong   | Australia      | 6:0       | China Taipéi  | Partido amistoso     |
| 20-02-2025 | Houston   | Japón          | 4:0       | Australia     | SheBelieves Cup 2025 |
| 23-02-2025 | Glendale  | Estados Unidos | 2:1       | Australia     | SheBelieves Cup 2025 |
| 26-02-2025 | San Diego | Australia      | 1:2       | Colombia      | SheBelieves Cup 2025 |
| 04-04-2025 | Sídney    | Australia      | -:-       | Corea del Sur | Partido amistoso     |
| 07-04-2025 | Newcastle | Australia      | -:-       | Corea del Sur | Partido amistoso     |

## Jugadoras

### Última convocatoria
Jugadoras convocadas para la Copa Mundial de 2023.
Entrenador:  Joe Montemurro
| No. | Pos. | Jugadora           | Fecha de nacimiento (edad)         | Apa. | Goles | Club                   |
| --- | ---- | ------------------ | ---------------------------------- | ---- | ----- | ---------------------- |
| 1   | POR  | Lydia Williams     | 13 de mayo de 1988 (35 años)       | 102  | 0     | Brighton & Hove Albion |
| 2   | DEF  | Courtney Nevin     | 12 de febrero de 2002 (21 años)    | 22   | 0     | Leicester City         |
| 3   | DEF  | Aivi Luik          | 18 de marzo de 1985 (38 años)      | 42   | 1     | BK Häcken              |
| 4   | DEF  | Clare Polkinghorne | 1 de febrero de 1989 (34 años)     | 156  | 16    | Vittsjö GIK            |
| 5   | DEL  | Cortnee Vine       | 9 de abril de 1998 (25 años)       | 16   | 3     | Sydney FC              |
| 6   | MED  | Clare Wheeler      | 14 de enero de 1998 (25 años)      | 14   | 0     | Everton                |
| 7   | DEF  | Steph Catley       | 26 de enero de 1994 (29 años)      | 109  | 3     | Arsenal                |
| 8   | MED  | Alex Chidiac       | 15 de enero de 1999 (24 años)      | 27   | 2     | Racing Louisville FC   |
| 9   | DEL  | Caitlin Foord      | 11 de noviembre de 1994 (28 años)  | 108  | 29    | Arsenal                |
| 10  | MED  | Emily van Egmond   | 12 de julio de 1993 (30 años)      | 127  | 30    | San Diego Wave FC      |
| 11  | DEL  | Mary Fowler        | 14 de febrero de 2003 (20 años)    | 36   | 9     | Manchester City        |
| 12  | POR  | Teagan Micah       | 20 de octubre de 1997 (25 años)    | 14   | 0     | FC Rosengård           |
| 13  | MED  | Tameka Yallop      | 16 de junio de 1991 (32 años)      | 112  | 12    | SK Brann               |
| 14  | DEF  | Alanna Kennedy     | 21 de enero de 1995 (28 años)      | 108  | 8     | Manchester City        |
| 15  | DEF  | Clare Hunt         | 12 de marzo de 1999 (24 años)      | 5    | 0     | W. Sydney Wanderers    |
| 16  | DEL  | Hayley Raso        | 5 de septiembre de 1994 (28 años)  | 70   | 12    | Manchester City        |
| 17  | DEL  | Kyah Simon         | 25 de junio de 1991 (32 años)      | 111  | 29    | Tottenham Hotspur      |
| 18  | POR  | Mackenzie Arnold   | 25 de febrero de 1994 (29 años)    | 34   | 0     | West Ham United        |
| 19  | MED  | Katrina Gorry      | 13 de agosto de 1992 (30 años)     | 93   | 17    | Brisbane Roar          |
| 20  | DEL  | Sam Kerr           | 10 de septiembre de 1993 (29 años) | 120  | 63    | Chelsea                |
| 21  | DEF  | Ellie Carpenter    | 28 de abril de 2000 (23 años)      | 61   | 3     | Olympique de Lyon      |
| 22  | DEF  | Charlotte Grant    | 20 de septiembre de 2001 (21 años) | 18   | 1     | Vittsjö GIK            |
| 23  | MED  | Kyra Cooney-Cross  | 15 de febrero de 2002 (21 años)    | 27   | 0     | Hammarby IF            |

### Jugadoras con más goles
Actualizado al 19 de abril de 2021.

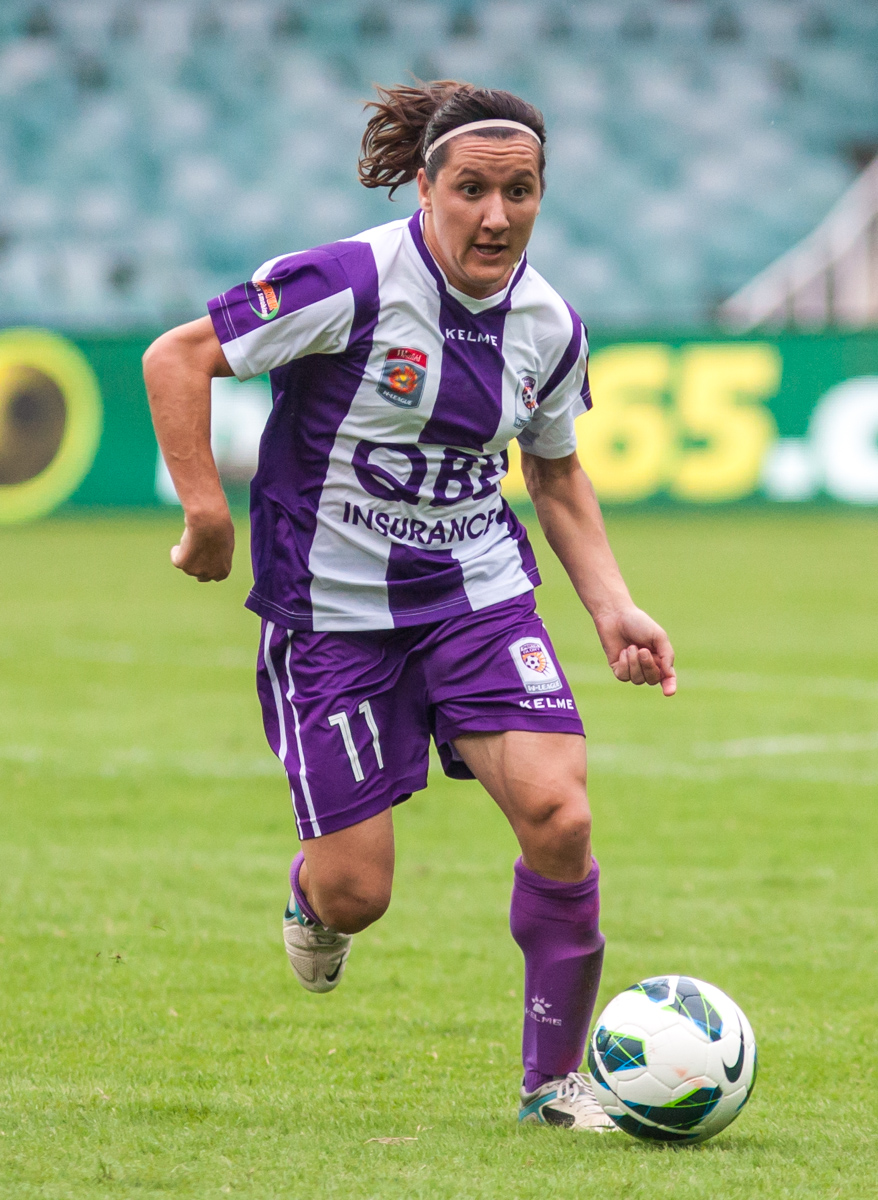
Lisa De Vanna es la máxima goleadora de la selección.

En negrita aparecen las jugadoras activas.
| Nro. | Jugadora         | Años      | Goles | Partidos |
| ---- | ---------------- | --------- | ----- | -------- |
| 1    | Lisa De Vanna    | 2004-     | 47    | 150      |
| 2    | Sam Kerr         | 2009-     | 42    | 92       |
| 3    | Kate Gill        | 2004-2015 | 41    | 86       |
| 4    | Cheryl Salisbury | 1994-2009 | 38    | 151      |
| 5    | Sarah Walsh      | 2004-2012 | 32    | 70       |
| 6    | Joanne Peters    | 1996-2009 | 28    | 110      |
| 7    | Kyah Simon       | 2007-     | 26    | 94       |
| 8    | Linda Hughes     | 1989-2000 | 24    | 63       |
| 9    | Emily van Egmond | 2010-     | 23    | 101      |
| 10   | Heather Garriock | 1999-2011 | 20    | 130      |
| 10   | Caitlin Foord    | 2011-     | 20    | 86       |
| 10   | Michelle Heyman  | 2010-2019 | 20    | 61       |
| 10   | Sharon Black     | 1991-2002 | 20    | 61       |

### Jugadoras con más partidos
Actualizado al 19 de abril de 2021.

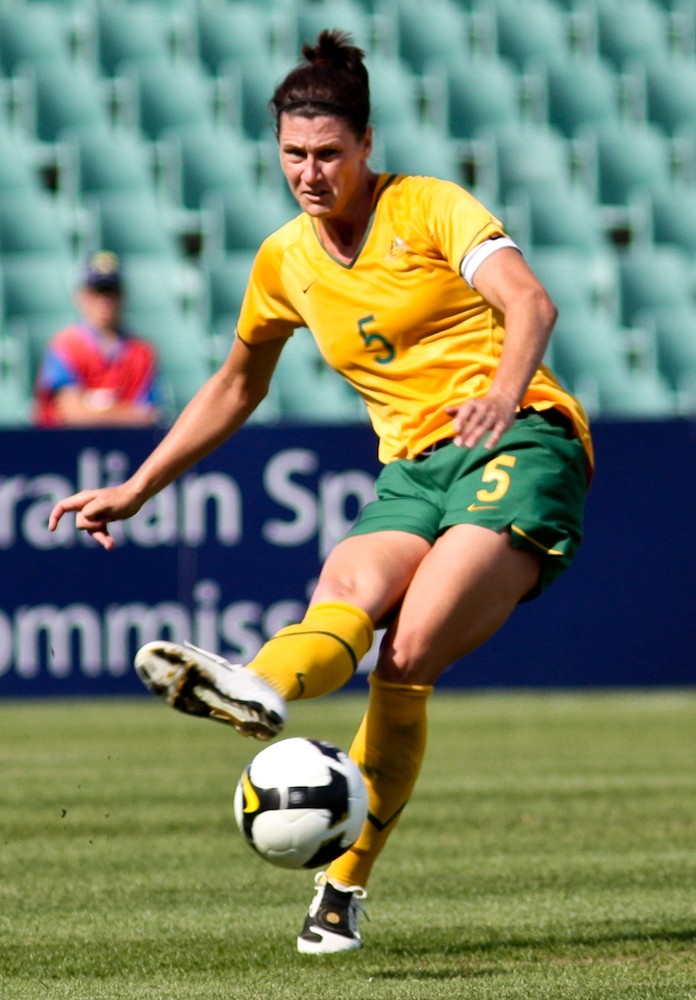
Cheryl Salisbury es la jugadora con más partidos en la selección.

En negrita aparecen las jugadoras activas.
| Nro. | Jugadora             | Años      | Partidos | Goles |
| ---- | -------------------- | --------- | -------- | ----- |
| 1    | Cheryl Salisbury     | 1994-2009 | 151      | 38    |
| 2    | Lisa De Vanna        | 2004-     | 150      | 47    |
| 3    | Heather Garriock     | 1999-2011 | 130      | 20    |
| 4    | Clare Polkinghorne   | 2006-     | 128      | 11    |
| 5    | Elise Kellond-Knight | 2007-     | 113      | 2     |
| 6    | Joanne Peters        | 1996-2009 | 110      | 28    |
| 7    | Anissa Tann          | 1988-2002 | 102      | 8     |
| 8    | Emily van Egmond     | 2010-     | 101      | 23    |
| 9    | Kyah Simon           | 2007-     | 94       | 26    |
| 10   | Sam Kerr             | 2009-     | 92       | 42    |

## Palmarés
- Campeonato Femenino de la OFC
  - Campeón: 1994, 1998, 2003[12]
- Copa Asiática Femenina de la AFC
  - Campeón: 2010[13]
- Campeonato Femenino de la AFF
  - Campeón: 2008
- Copa de Australia
  - Campeón: 1999, 2001, 2002[14]
- Torneo de Naciones
  - Campeón: 2017
- Copa de las Naciones
  - Campeón: 2019